# Nouria Mérah-Benida
Nouria Mérah-Benida (arabsko نورية مراح بنيدة), alžirska atletinja, * 19. oktober 1970, Alžir, Alžirija.
Nastopila je na poletnih olimpijskih igrah v letih 1996 in 2000, uspeh kariere je dosegla leta 2000 z osvojitvijo naslova olimpijske prvakinje v teku na 1500 m. 